# Къкрина
Къкрина е село в Северна България. То се намира в община Ловеч, област Ловеч.

## История
Едно от най-известните места, свързани с революционната дейност на Апостола Васил Левски, е Къкринското ханче, което му дава последен подслон преди да бъде заловен от турските заптиета призори на 27 декември 1872 г.
От съществуващите писмени документи е известно, че по поръчение на Българския революционен централен комитет (БРЦК) ханчето е наето от Христо Цонев (Латинеца). Там се провеждат заседанията на местния революционен комитет, намират подслон и някои комитетски хора. След залавянето на Левски и двамата му последни придружители до София, Никола Цвятков и Христо Цонев, то е изоставено. Благодарение достойното държане на Апостола пред специалния съд двамата му другари са освободени и се завръщат по домовете си в Ловеч, но Христо Цонев не подновява дейността си в ханчето. След Освобождението никой не се интересува от сградата и тя е обречена на забвение. Минават години, постройката се руши, а в края на 19 век пожар я доунищожава, като остават само основите. През лятото на 1901 г. проф. д-р Парашкев Стоянов, тогава лекар в Ловешката болница, заедно с Никола Цвятков, посещава руините на ханчето. Проф. Стоянов прави снимка на основите и запазва за историята разположението и размерите му по спомените на Никола Цвятков.
На 26 декември 1901 г. родолюбиви ловчанлии и къкриненци поставят паметна плоча на мястото, където е заловен безсмъртният син на България. На 5 юни 1924 г. по инициатива на д-р Никола Сяров, роден в с. Къкрина, е основан граждански комитет „Васил Левски“. Неговата цел е възстановяването на ханчето.
С много упоритост и енергия от страна на членовете на комитета са събрани средства и на 11 април 1926 г. е положен основният камък. Постройката е завършена в края на 1926 г., но събирателната дейност на експонати продължава и на 10 май 1931 г. музеят е открит тържествено.
В двора е надигнат плет по подобие на този, който Левски се е опитал да прескочи в онази злокобна утрин. До стария бряст, единствен останал свидетел на залавянето на Апостола, в непосредствена близост до плета, е издигнат скромен паметник.
В Къкринското ханче не спира потокът от посетители, идващи тук, за да почувстват атмосферата на онези тежки години и да се поклонят пред подвига на безсмъртния Апостол на българската свобода.

## Население
Численост и дял на етническите групи според преброяването на населението през 2011 г.:
|                     | Численост | Дял (в %) |
| Общо                | 277       | 100,00    |
| Българи             | 240       | 86,64     |
| Турци               | 16        | 5,77      |
| Цигани              | 0         | 0,00      |
| Други               | 0         | 0,00      |
| Не се самоопределят | 0         | 0,00      |
| Неотговорили        | 20        | 7,22      |

## Културни и природни забележителности
Къкрина е сред Стоте национални туристически обекта, Български туристически съюз, Къкринско ханче, 08:00 – 12:00 и 13:00 – 17:00 ч., почивни дни понеделник и вторник, има печат на БТС.

## Личности
- Христо Иванов-Големия (Къкрина, 1838 – Търново, 1898) – български национал-революционер, близък другар и достоен съратник на Васил Левски, участник в две Български легии в Белград, деен член на Търновския частен революционен комитет и Вътрешната революционна организация (ВРО), участва в Априлското въстание (1876), Руско-турската война (1877 – 1878) и Сръбско-българската война (1885).
- Цачо Сяров (Къкрина, 1888 – Ловеч, 1959) – адвокат, комунист, през май 1943 г. осъден на доживотен затвор.

## Галерия
- Залавянето на Васил Левски в Къкрина
- Музей „Къкринско ханче“
- „Апостолът на свободата“
- Централна Къкрина
- Автобус от Ловеч към Къкрина и Брестово
- Музей „Къкринско ханче“
- Оградата в Къкрина
- „26 декември 1872 г.“